# Cal Tatxer (Vilada)
Cal Tatxer és un antic molí fariner i una masia ubicat al municipi de Vilada, el Berguedà. Està inventariat com a patrimoni immoble en el mapa de patrimoni de la Generalitat de Catalunya amb el número d'element IPAC-3738. Originàriament tenia un ús agropecuari i en el moment de fer la fitxa del mapa de patrimoni era una casa de colònies. Està en bon estat de conservació.

## Situació geogràfica i accessos
Cal Tatxer està situat a la carretera que uneix Vilada amb Castell de l'Areny.

## Descripció i característiques
Cal Tatxer fou un antic molí fariner i, posteriorment una masia. És un edifici de planta rectangular cobert a dues vessants i amb el carener perpendicular a la façana de ponent on fa uns anys es va adossar una construcció moderna que amplià la construcció. Adaptat al desnivell del terreny, té una planta baixa i dos pisos; les obertures, senzilles finestres rectangulars, es reparteixen al mur de llevant i són d'arc rebaixat amb la pedra col·locada a plec de llibre.

## Història
El molí fariner es va construir a finals del segle xvii o començaments del xviii però al segle XX fou adaptat a masia on s'hi fabricaven tatxes per a les soles de sabates. Fa uns quants anys que funciona com a Casa de Colònies.